# ラートマー
ラートマー（独: Radmer）は、オーストリア・シュタイアーマルク州のレオーベン郡に属する基礎自治体 ( ゲマインデ ) 。

## 人口

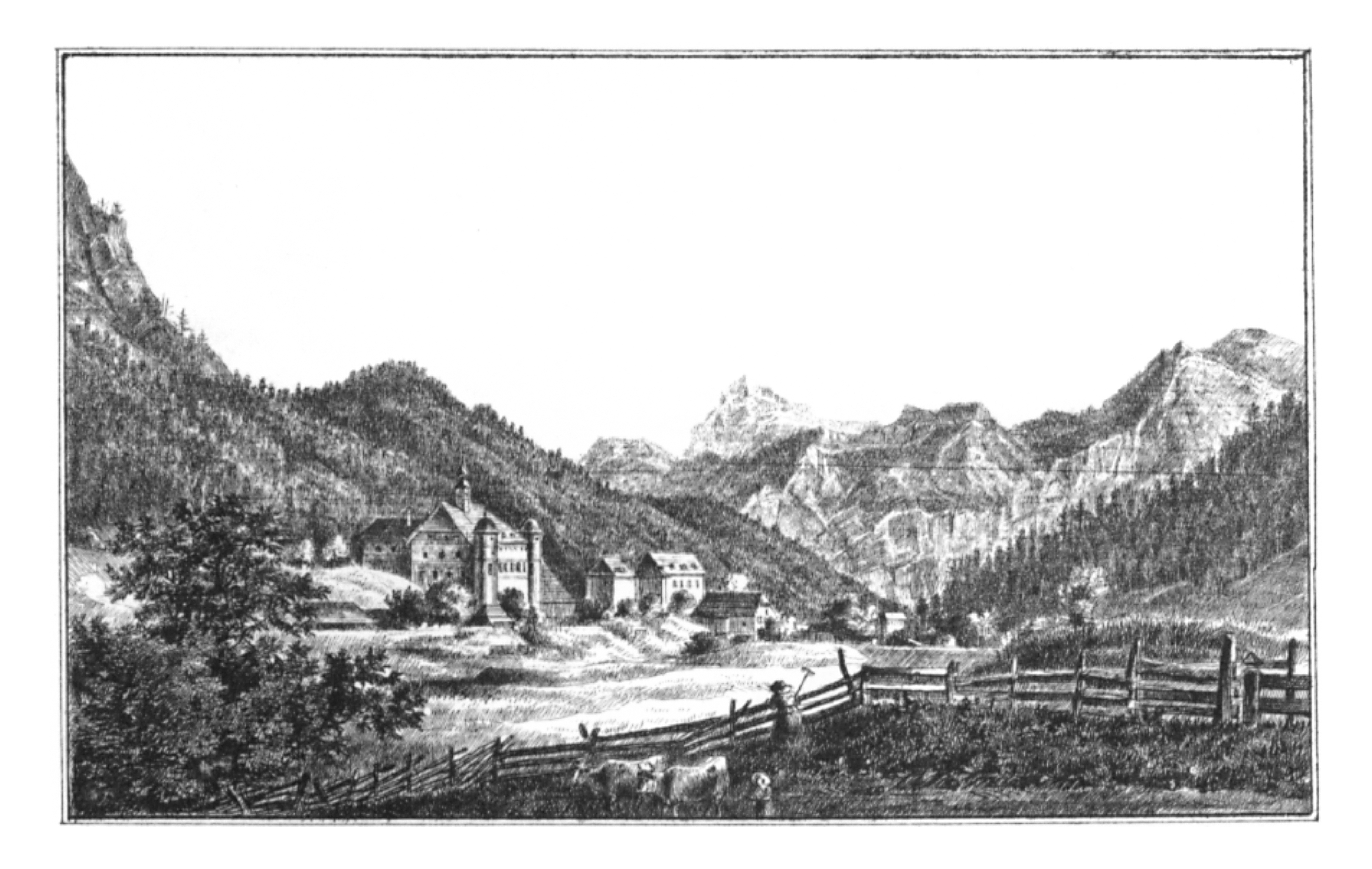
グライフェンベルク城、1830年、リス。 JFカイザー、グラーツ